# Qazax
Qazax – miasto w zachodnim Azerbejdżanie, stolica rejonu Qazax. Populacja wynosi 22 tys. (2022).